# Robert Service
Robert John Service (nascido em 29 de outubro de 1947) é um historiador, acadêmico e autor britânico que tem escrito extensivamente sobre a história da União Soviética, particularmente sobre o período da Revolução de Outubro à morte de Stalin. Atualmente é professor de história da Rússia na Universidade de Oxford, Companheiro do St Antony's College, e membro sênior da Hoover Institution da Universidade Stanford. Como autor, Service é conhecido por ter escrito em 2000, 2004 e 2009, as biografias de Vladimir Lenin, Josef Stalin e Leon Trotsky, respectivamente.

## Obras
- The Bolshevik Party in Revolution 1917-23: A Study in Organizational Change (1979)
- A History of Twentieth-Century Russia (1997)
- The Russian Revolution, 1900-27  (Studies in European History)  (1999)
- A History of Modern Russia, from Nicholas II to Putin  (1998, Second edition in 2003)
- Lenin: A Biography  (2000)
- Russia: Experiment with a People  (2002)
- Stalin: A Biography (2004), Oxford, 715 pages ill. ISBN O-330-41913-7(2004)[1]
- Comrades: A World History of Communism (2007)
- Trotsky: A Biography  (2009)[2][3][4]
- The Penguin History of Modern Russia From Tsarism to the 21st Century (1997)[5]
- Spies and Commissars: Bolshevik Russia and the West (2011)